# Cambrian Park (Kalifornija)
Cambrian Park je naseljeno područje za statističke svrhe u američkoj saveznoj državi Kalifornija. Prema popisu stanovništva iz 2010. u njemu je živjelo 3,282 stanovnika.